# Барсук (приток Ишима)
Барсук — река в Викуловском районе Тюменской области России. Длина реки составляет 80 км. Площадь водосборного бассейна — 1300 км².
Истекает из болота Малиновское Займище, течёт по Западно-Сибирской равнине на запад и впадает в протоку Старица, впадающую в Ишим справа в 215 км от устья напротив районного центра Викулово. Среднегодовой расход воды — 1,6 м³/с.
Притоки: Гуздоманка (лв), Крутая (пр), Большая Крутиха (лв), Базариха (пр), Черемшанка (пр), Крутиха (лв), Ближняя (лв), Хмелевка (лв).
Населённые пункты на реке: Коточиги, Озёрное, Калинино, Ачимово, Базариха.

## Данные водного реестра
По данным государственного водного реестра России относится к Иртышскому бассейновому округу, водохозяйственный участок реки — Ишим от границы РФ с Республикой Казахстан до устья без озера Большой Уват до г/у Большой Уват, речной подбассейн реки — Ишим (российская часть бассейна). Речной бассейн реки — Иртыш.
Код объекта в государственном водном реестре — 14010300212115300011637.